# Burkatów

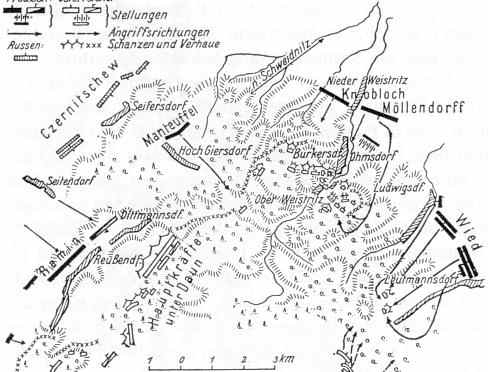
Die Schlacht bei Burkersdorf schematisch dargestellt

Burkatów (deutsch Burkersdorf; vormals auch Burkhardsdorf) ist ein Ort in der Landgemeinde Świdnica (Schweidnitz) im Powiat Świdnicki (Kreis Schweidnitz) der Woiwodschaft Niederschlesien in Polen. 

## Lage
Die Ortschaft liegt etwa fünf Kilometer südlich von der Stadt Świdnica (Schweidnitz). 

## Geschichte
Der Name lässt auf eine Gründung im Zuge der Ostkolonisation durch deutsche Siedler schließen. Die Ersterwähnung erfolgte 1373 als Burhardisdorff. 1383 belehnte Herzogin Agnes einen Matthäus von Lemberg mit dem Dorf. 1419 besaß es Hans Nasse, 1491 Thyme und Jorge Seidlitz, 1548 der Hofrichter Melchior und Hans Seidlitz, 1550 Abraham von Seidlitz und Balzer von Nimptsch, 1568 Adam von Seidlitz, 1594 Konrad von Niemitz, 1599 Adam von Seidlitz, 1619 Wiglas von Schindel, 1694 Jakob Ernst von Freyenfels, 1733 Ernst Wilhelm von Freyenfels, 1734 der Generalfeldmarschall von Seher-Thoss auf Tannhausen. 1743 wurde es an Dorothea Amalia verwitwete von Schindel, geb. von Zedlitz verkauft, die es wiederum an Ernst Konrad Maximilian Reichsgraf von Hochberg auf Fürstenstein abtrat. Sein Sohn Karl Ludwig von Hochberg vererbte es seiner Schwester Baronin von Mudrach und deren Tochter Gräfin von Malzan.
Nach dem ersten schlesischen Krieg fiel Burkersdorf mit dem größten Teil Schlesiens an Preußen. Die alten Verwaltungsstrukturen wurden aufgelöst und Burkersdorf in den Kreis Schweidnitz eingegliedert, mit dem es bis 1945 verbunden blieb. Am 21. Juli 1762 fand im Siebenjährigen Krieg die für die Preußen siegreiche Schlacht bei Burkersdorf gegen die Österreicher statt. 1785 zählte Burkersdorf ein Vorwerk, zehn Bauern, 13 Gärtner, 10 Häusler, eine Wassermühle und 245 Einwohner.
1845 war Burkersdorf in Besitz der Graf von Pückler´schen Erben und enthielt 39 Häuser, ein herrschaftliches Schloss, ein Vorwerk, 365 Einwohner (35 katholisch und der Rest evangelisch), evangelisch und katholisch gepfarrt zu Ober-Weistritz (Parochie Dittmannsdorf), eine Wassermühle, eine Brau- und Brennerei und 15 Handwerker und Händler. Seit 1874 gehörte die Landgemeinde Burkersdorf zum Amtsbezirk Ober Weistritz. Am 30. September 1928 erfolgte der Zusammenschluss der Landgemeinden Burkersdorf, Ohmsdorf und der Gutsbezirke Burkersdorf und Ohmsdorf (teilweise) zur neuen Landgemeinde Burkersdorf.
Als Folge des Zweiten Weltkriegs fiel Burkersdorf mit dem größten Teil Schlesiens 1945 an Polen. Nachfolgend wurde es durch die polnische Administration in Burkatów umbenannt. Die deutschen Einwohner wurden, soweit sie nicht schon vorher geflohen waren, vertrieben. Die neu angesiedelten Bewohner stammten teilweise aus Ostpolen, das an die Sowjetunion gefallen war.

## Sehenswürdigkeiten
- Schloss Burkersdorf, ursprünglich ein Wasserschloss das 1834 durch einen Brand zerstört wurde, heutiger Bau aus der Mitte des 19. Jahrhunderts, 1895 restauriert, umgeben von Wohn- und Wirtschaftsgebäuden aus dem 19. Jahrhundert und einem Landschaftspark[4]